# Grand Prix Bahrajnu 2005
Grand Prix Bahrajnu 2005 (oficiálně Gulf Air Bahrain Grand Prix) se jela na okruhu Bahrain International Circuit v Sachíru v Bahrajnu dne 3. dubna 2005. Závod byl třetím v pořadí v sezóně 2005 šampionátu Formule 1.

## Výsledky
| Poř.   | Jezdec               | Vůz             | Čas         |
| ------ | -------------------- | --------------- | ----------- |
| 1      | Fernando Alonso      | Renault R 25    | 1h29:18"531 |
| 2      | Jarno Trulli         | Toyota TF 105   | +0:13"409   |
| 3      | Kimi Raikkonen       | McLaren MP 4/20 | +0:32"063   |
| 4      | Ralf Schumacher      | Toyota TF 105   | +0:53"272   |
| 5      | Pedro de la Rosa     | McLaren MP 4/20 | +1:04"988   |
| 6      | Mark Webber          | Williams FW 27  | +1:14"701   |
| 7      | Felipe Massa         | Sauber C 24     | +1 kolo     |
| 8      | David Coulthard      | Red Bull RB 1   | +1 kolo     |
| 9      | Rubens Barrichello   | Ferrari F 2005  | +1 kolo     |
| 10     | Tiago Monteiro       | Jordan EJ 15    | +2 kola     |
| 11     | Jacques Villeneuve   | Sauber C 24     | +3 kola     |
| 12     | Patrick Friesacher   | Minardi PS 04 B | +3 kola     |
| 13     | Christijan Albers    | Minardi PS 04 B | +4 kola     |
| Kolo   | Odstoupili           | Odstoupili      | Odstoupili  |
| 46     | Jenson Button        | B.A.R 007       | Spojka      |
| 27     | Takuma Sató          | B.A.R 007       | Brzdy       |
| 25     | Nick Heidfeld        | Williams FW 27  | Motor       |
| 12     | Michael Schumacher   | Ferrari F 2005  | Hydraulika  |
| 4      | Giancarlo Fisichella | Renault R 25    | Motor       |
| 2      | Narain Karthikeyan   | Jordan EJ 15    | Elektronika |
| 0      | Christian Klien      | Red Bull RB 1   | Elektronika |
| Zdroj: |                      |                 |             |

### Nejrychlejší kolo
- Pedro De La ROSA 1'31447 - 213.251 km/h McLaren

### Vedení v závodě
- 1.-20. kolo - Fernando Alonso
- 21. kolo - Jarno Trulli
- 22.-41. kolo - Fernando Alonso
- 42. kolo - Jarno Trulli
- 43.-57. kolo - Fernando Alonso

### Postavení na startu
- Červeně – výměna motoru / posunutí o 10 příček na startu
- Modře – neodstartoval / závada na elektronice

| 1. řada  | 1                  | 2                    |
| -------- | ------------------ | -------------------- |
| 1. řada  | Fernando Alonso    | Michael Schumacher   |
| 1. řada  | Renault            | Ferrari              |
| 1. řada  | 3'01.902           | 3'02.357             |
| 2. řada  | 3                  | 4                    |
| 2. řada  | Jarno Trulli       | Nick Heidfeld        |
| 2. řada  | Toyota             | Williams             |
| 2. řada  | 3'02.660           | 3'03.217             |
| 3. řada  | 5                  | 6                    |
| 3. řada  | Mark Webber        | Ralf Schumacher      |
| 3. řada  | Williams           | Toyota               |
| 3. řada  | 3'03.262           | 3'03.271             |
| 4. řada  | 7                  | 8                    |
| 4. řada  | Christian Klien    | Pedro De la Rosa     |
| 4. řada  | Red Bull           | McLaren              |
| 4. řada  | 3'03.369           | 3'03.373             |
| 5. řada  | 9                  | 10                   |
| 5. řada  | Kimi Räikkönen     | Giancarlo Fisichella |
| 5. řada  | McLaren            | Renault              |
| 5. řada  | 3'03.524           | 3'03.765             |
| 6. řada  | 11                 | 12                   |
| 6. řada  | Jenson Button      | Felipe Massa         |
| 6. řada  | BAR                | Sauber               |
| 6. řada  | 3'04.348           | 3'05.202             |
| 7. řada  | 13                 | 14                   |
| 7. řada  | Takuma Sato        | David Coulthard      |
| 7. řada  | BAR                | Red Bull             |
| 7. řada  | 3'05.563           | 3'05.844             |
| 8. řada  | 15                 | 16                   |
| 8. řada  | Jacques Villeneuve | Tiago Monteiro       |
| 8. řada  | Sauber             | Jordan               |
| 8. řada  | 3'07.983           | 3'09.428             |
| 9. řada  | 17                 | 18                   |
| 9. řada  | Narain Karthikeyan | Christijan Albers    |
| 9. řada  | Jordan             | Minardi              |
| 9. řada  | 3'10.143           | 3'10.422             |
| 10. řada | 19                 | 20                   |
| 10. řada | Patrick Friesacher | Rubens Barrichello   |
| 10. řada | Minardi            | Ferrari              |
| 10. řada | 3'11.261           | 3'07.693             |
| Zdroj:   |                    |                      |

### Zajímavosti
- Jednalo se o 734. Grand Prix.
- Fernando Alonso zaznamenal 3. vítězství.
- Tým Renault zaznamenal ve své sté GP 20. vítězství.
- Teplota trati byla 42 stupňů celsia.
- Teplota vzduchu byla 37 stupňů celsia.
- Vlhkost byla 15 %.
- Sauber jel svou 200 GP.
- Stáj Ferrari poprvé po 33 GP v řadě, nedosáhla na body.
- Kimi Raikkonen zajistil Finsku 90 podium.
- Motor BMW získal 660 bod.
- McLaren startoval v 580 GP.